# Gustav von Alvensleben
Gustav von Alvensleben (ur. 30 września 1803 w Eichenbarleben, zm. 30 czerwca 1881 w Gernrode), pruski generał piechoty, dyplomata.
Po ukończeniu pruskiego Korpusu Kadetów, został w 1821 oficerem Regimentu Gwardii. W 1841 został kapitanem, a w 1847 majorem Sztabu Generalnego. W 1848 został szefem sztabu Ruchomego Korpusu Armijnego, który stłumił Wiosnę Ludów w Badenii. Od 1850 szef sztabu VIII Korpusu Armijnego, stacjonującego w Nadrenii. Od 1855 pułkownik, od 1861 był generałem majorem i generał adiutantem króla pruskiego Wilhelma I Hohenzollerna. W jego imieniu podpisał 8 lutego 1863 w Petersburgu tzw. konwencję Alvenslebena z Rosją, zakładającą współdziałanie w tłumieniu powstania styczniowego. W 1864 mianowany generałem lejtnantem. W czasie wojny prusko-austriackiej w 1866 i wojny francusko-pruskiej 1870-1871 dowodził IV Korpusem Armijnym. Od 1872 w stanie spoczynku.

## Odznaczenia
Odznaczenia gen. von Alvenslebena to między innymi:
- Order Orła Czerwonego I klasy z mieczami (Prusy)
- Order Orła Czerwonego IV klasy z mieczami (Prusy)
- Komandor Orderu Hohenzollernów z mieczami (Prusy)
- Krzyż Wielki Orderu Alberta Niedźwiedzia (Badenia)
- Kawaler Orderu Zasługi Wojskowej Karola Fryderyka (Badenia)
- Komandor II klasy Orderu Lwa Zeryngeńskiego (Badenia)
- Krzyż WIelki Orderu Zasługi Korony Bawarskiej (Bawaria)
- Krzyż Wielki Orderu Zasługi Świętego Michała (Bawaria)
- Krzyż Wielki Orderu Henryka Lwa (Brunszwik)
- Wielki Oficer Legii Honorowej (Francja)
- Kawaler Krzyża Wielkiego Orderu Lwa Niderlandzkiego (Niderlandy)
- Krzyż Wielki Orderu Korony Dębowej (Luksemburg)
- Komandor Orderu Świętego Stefana (Austro-Węgry)
- Krzyż Wielki Orderu Leopolda (Austro-Węgry)
- Krzyż Wielki Orderu Avis (Portugalia)
- Order Świętego Aleksandra Newskiego (Imperium Rosyjskie)
- Order Świętego Włodzimierza II klasy (Imperium Rosyjskie)
- Krzyż Wielki Orderu Alberta (Saksonia)
- Komandor I klasy Orderu Ernestyńskiego (Saksonia)
- Krzyż Wielki Orderu Korony Wirtemberskiej (Wirtembergia)